# Егорова, Анна Ивановна
Анна Ивановна Егорова (28 ноября 1915, Уолбинский наслег, Баягантайский улус — 31 августа 1995) — якутская оперная певица, ведущая солистка Якутского музыкально-драматического театра, впоследствии — первый якутский оперный режиссёр. Народная артистка РСФСР.

## Биография
Анна Егорова родилась в 1915 году в Уолбинском наслеге Баягантайского (ныне Таттинского) улуса. Рано осталась сиротой. Посещала семилетнюю школу, принимала активное участие в школьной художественной самодеятельности под руководством Тараса Павловича Местникова, сыграл большую роль в её жизни. После окончания школы Анна работала телефонисткой, а затем начальником отделения связи.
В 1934 году переехала Анна Егорова в Якутск. В 1935 году первый якутский мелодист Фёдор Корнилов, услышав голос девушки, пригласил её в состав создаваемого им национального ансамбля певцов Якутского радио.
1 декабря 1936 года Тарас Местников пригласил Анну Егорову в театр в качестве артистки хора в национальный музыкально-драматический театр, созданный первым якутским композитором Марком Жирковым, и где сам Местников к тому времени работал директором.
Во время работы в театре Анне Егоровой доводилось делить сцену с народными артистами П. И. Васильевым, Тарасом Местниковым, Петром Решетниковым, в драматических спектаклях по ходу действия требовалось пение, — всё это стало для молодой артистки подлинной школой актёрского и сценического мастерства..
Очень скоро Анне Егоровой стали доверять сольные выступления, во время которых она исполняла песни собственного сочинения: «Арахсыы», «Билинии» (на слова Пантелеймона Туласынова), «Доҕоруом, дуораччы туойуохха» (на слова Софрона Данилова), «Остуол ырыата» (на слова Чагылгана), «Комсомол» (слова Элляя), «Сарданалаах аартыгынан» (слова Макара Хара), ряда других.
В 1938 году Анна Егорова успешно выступала в драме «Туйаарыма Куо» Платона Ойунского — сначала в роли удаганки Айыы Умсуур, затем — главной героини Туйаарымы Куо.
В следующем, 1939 году в Москве впервые были записаны на грампластинки якутские песни — в исполнении Анны Егоровой и Екатерины Захаровой.
C 1940 года проходила обучение в Воронежском музыкальное училище, однако с началом войны была вынуждена вернуться в Якутск, где продолжила работу в музыкально-вокальном коллективе театра. Затем, в 1944—1948 годах работала в Музыкальном театре-студии. В это время Анной Егоровой были спеты отрывки из классических опер «Пиковая дама», «Русалка», «Евгений Онегин», а также вокальные произведения классиков и советских композиторов.
В 1947 году, в дни празднования 25-летнего юбилея республики, Анна Егорова стала первой исполнительницей партии Туйаарыма Куо в первой национальной опере-олонхо «Ньургун Боотур» Марка Жиркова Генриха Литинского по либретто Суорун Омоллона.
В 1948 году Анна Егорова и Тарас Местников выступили исполнителями якутской музыки на Пленуме Союза композиторов РСФСР в Казани.
В 1955—1959 годах Анна Егорова работала солисткой Якутского радио, в это время она записал большое количество народных и авторских песен.
С большим успехом прошли выступления Анны Егоровой в Москве в 1957 году на Вечерах показа достижений якутской литературы и искусства. Егорова исполнила партию Туйаарыма Куо на сцене Музыкального театра имени Станиславского и Немировича-Данченко. На заключительном вечере на сцене филиала Большого театра она пела партию Матери, потерявшей на войне своих сыновей (театрализованная оратория Гранта Григоряна «Северная праздничная» на либретто Суорун Омоллона.
В 1960—1963 годах Анна Егорова обучалась на факультете оперной режиссуры Ленинградской консерватории имени Римского-Корсакова.
В июне 1964 года Анна Егорова поставила первую в истории музыкального театра Якутии классическую оперу Петра Ильича Чайковского «Евгений Онегин», в 1966 году — одноактную оперу Сергея Рахманинова «Алеко», в 1967 году — «Травиату» Джузеппе Верди.
С 1965 года Анна Ивановна Егорова работала заведующей музыкальной частью театра. Избиралась депутатом Верховного Совета Якутской АССР второго созыва.
Скончалась 31 августа 1995 года.

## Награды и звания
- Народный артист РСФСР (1958)
- Народный артист Якутской АССР (1957)
- Заслуженный артист Якутской АССР (1947)
- Орден «Знак Почёта»
- Медаль «За доблестный труд в ознаменование 100-летия со дня рождения В. И. Ленина»
- Медаль «Ветеран труда»
- Почётная грамота Президиума Верховного Совета Якутской АССР
- Почётный гражданин Таттинского улуса.

## Личная жизнь
Была замужем за якутским поэтом-фронтовиком Макаром Кузьминым (Макар Хара, 1915—1981).
Дочь Земфира Макаровна Кузьмина (р. 1942) — врач-невролог, Заслуженный врач Российской Федерации, Заслуженный врач Республики Саха (Якутия), Почётный житель Республики Саха (Якутия).